# Еплвуд (Колорадо)
Еплвуд (енгл. Applewood) насељено је место без административног статуса у америчкој савезној држави Колорадо.

## Демографија
По попису из 2010. године број становника је 7.160, што је 37 (0,5%) становника више него 2000. године.
| Група             | 2000.         | 2010.         |
| Белци             | 6.569 (92,2%) | 6.433 (89,8%) |
| Афроамериканци    | 27 (0,4%)     | 43 (0,6%)     |
| Азијати           | 87 (1,2%)     | 117 (1,6%)    |
| Хиспаноамериканци | 312 (4,4%)    | 398 (5,6%)    |
| Укупно            | 7.123         | 7.160         |